# Ванкський собор
Ванкський собор також відомий як Собор Святого Христа Всеспасителя — головний храм вірменської церкви в Ірані. Розташований у місті Ісфаган, у вірменському кварталі Нова Джульфа.

## Історія
Собор був побудований між 1606 і 1655 рр., одним з перших, створених у вірменському кварталі Ісфагана Джульфі за указом врегулювання вірменського питання шаха Аббаса I, після чергової з його воєн з Османською імперією. Еклектику собору — контраст християнських і мусульманських стилів — можна пояснити почерговою зміною влади в цьому передмісті Ісфагана: європейські місіонери, найманці, ісламська влада. Можна простежити майже в хронологічному порядку комбінації архітектурних стилів собору в зовнішній і внутрішній обробці. Храм лаконічний зовні, і багатий у внутрішньому оздобленні.
Повна назва — Кафедральний собор Святих Сестер, а слово «ванк» перекладається з вірменського як «монастир» і стало кличним в Ісфагані.

## Будівництво
Будівництво, як вважають, почалося в 1606 році і завершено з великими змінами в проекті між 1655 і 1664 роками, під керівництвом архієпископа Давида. Собор складається з куполоподібного святилища, так само, як і перська мечеть, але з істотним додаванням європейського: напіввосьмикутної апсиди вівтаря. Екстер'єр собору викладений відносно сучасною цегляною кладкою і є винятково простим у порівнянні з пишними інтер'єрами храму.

## Оздоблення
Стіни храму багато оздоблені поліхромним розписом (фресками), золоченою різьбою та художніми кахлями. Центральний купол розписаний золотом і синьою фарбою, на ньому зображений біблійний сюжет про Створення світу і вигнання людини з Раю. Вітрила склепінь собору прикрашені головами херувимів зі складеними крилами, з виразно проступаючими вірменськими мотивами. Стеля над входом прикрашена витонченими квітковими мотивами в стилі перських мініатюр. Дві смуги розписів прикрашають внутрішні стіни храму: верхня частина зображує події з життя Ісуса, нижня — тортури вірменських мучеників в Османській імперії.
У внутрішньому дворику розташована велика автономна дзвіниця, що височіє над могилами християн — православних і протестантів. Могили з написами на вірменській мові також розміщуються вздовж зовнішньої стіни перед входом. В одному кутку двору знаходиться пам'ятник 1915 року, присвячений Геноциду вірмен в Туреччині. Через двір, обличчям до храму розташована будівля бібліотеки і музею.
Собор мав великий вплив на архітектуру і декоративне оздоблення багатьох наступних православних церков у всьому персько-месопотамському регіоні.

## Бібліотека
Бібліотека храму містить понад 700 рукописних книг і чимало безцінних та унікальних середньовічних ресурсів на вірменській і європейських мовах для проведення досліджень в історії і мистецтві. У музеї представлені численні експонати з історії собору і вірменської громади в Ісфагані, в тому числі:
- указ шаха Аббаса I 1606 року про створення вірменського кварталу Джульфа;
- кілька указів Аббаса I та його наступників, що засуджують і забороняють втручання або переслідування вірмен і їх майна в кварталі Джульфа:
- історичні друкарські видання, перші друковані книги в Ірані;
- літургійне начиння, облачиння, монстранції, чаші та інші церковні артефакти;
- костюми епохи Сефевідів, гобелени, картини, привезені європейськими та вірменськими купцями, вишивка та інші скарби з торгової спадщини вірменської діаспори;
- етнічні артефакти, що належать вірменській культурі і релігії;
- фотографії, карти, турецькі документи (з перекладом), пов'язані з Геноцидом вірмен 1915 року в Туреччині.

## Галерея

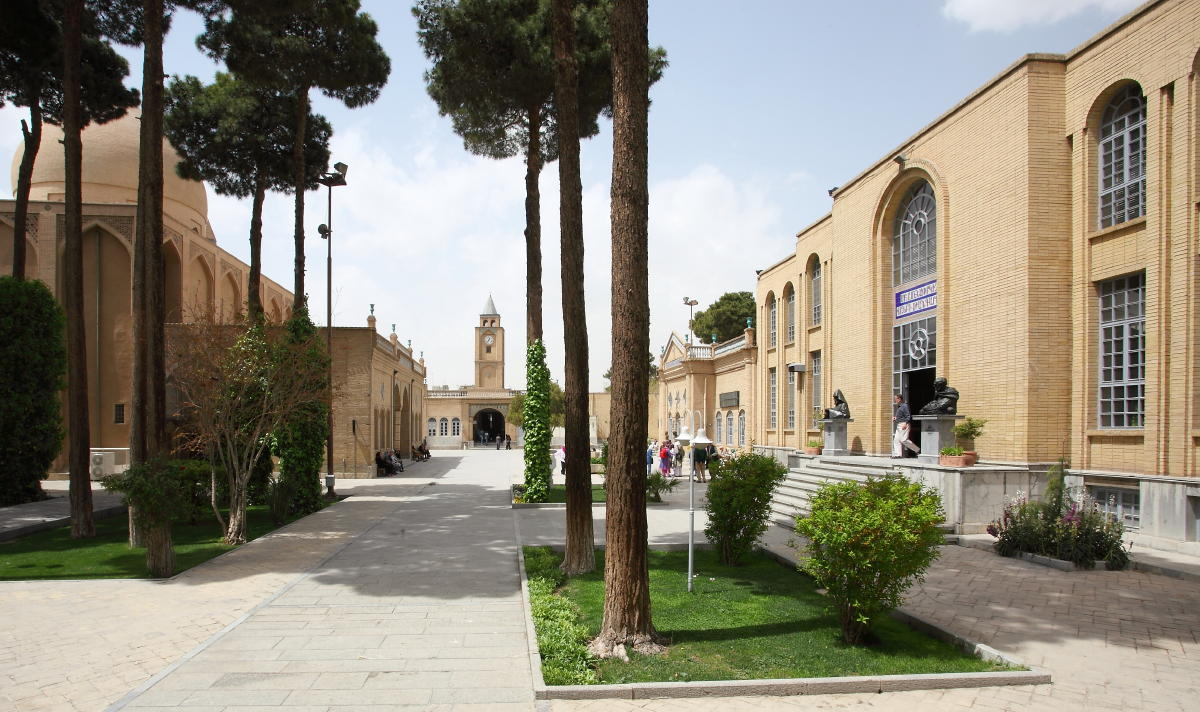
Двір храму. Праворуч - музей.
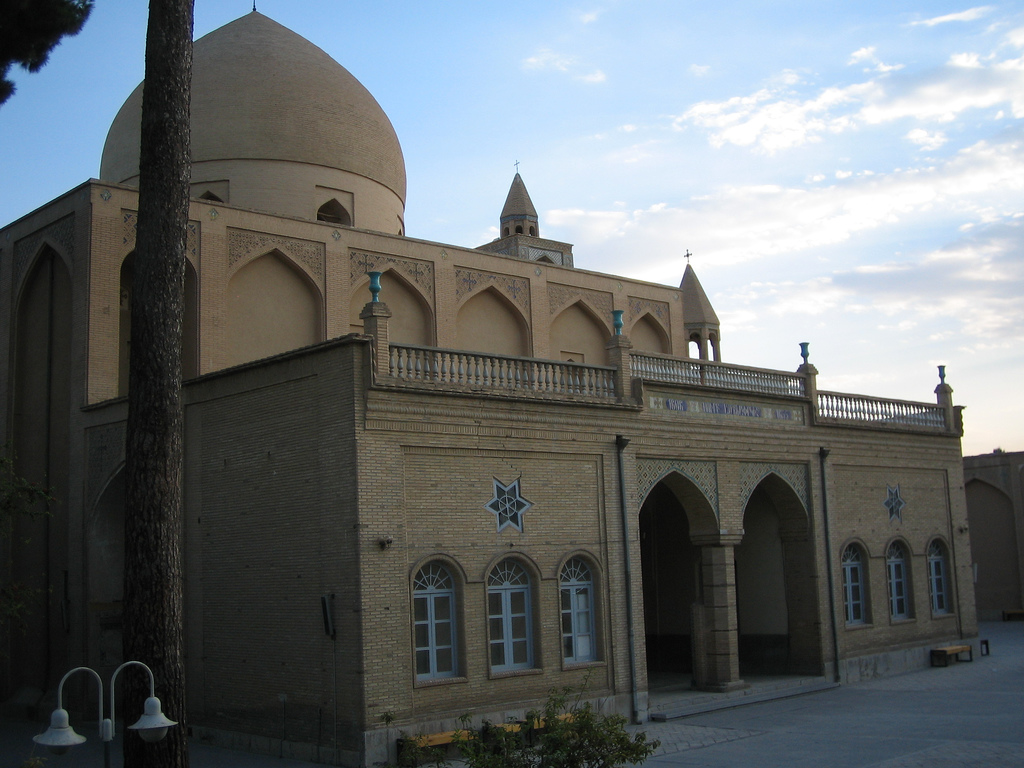
Головний фасад.
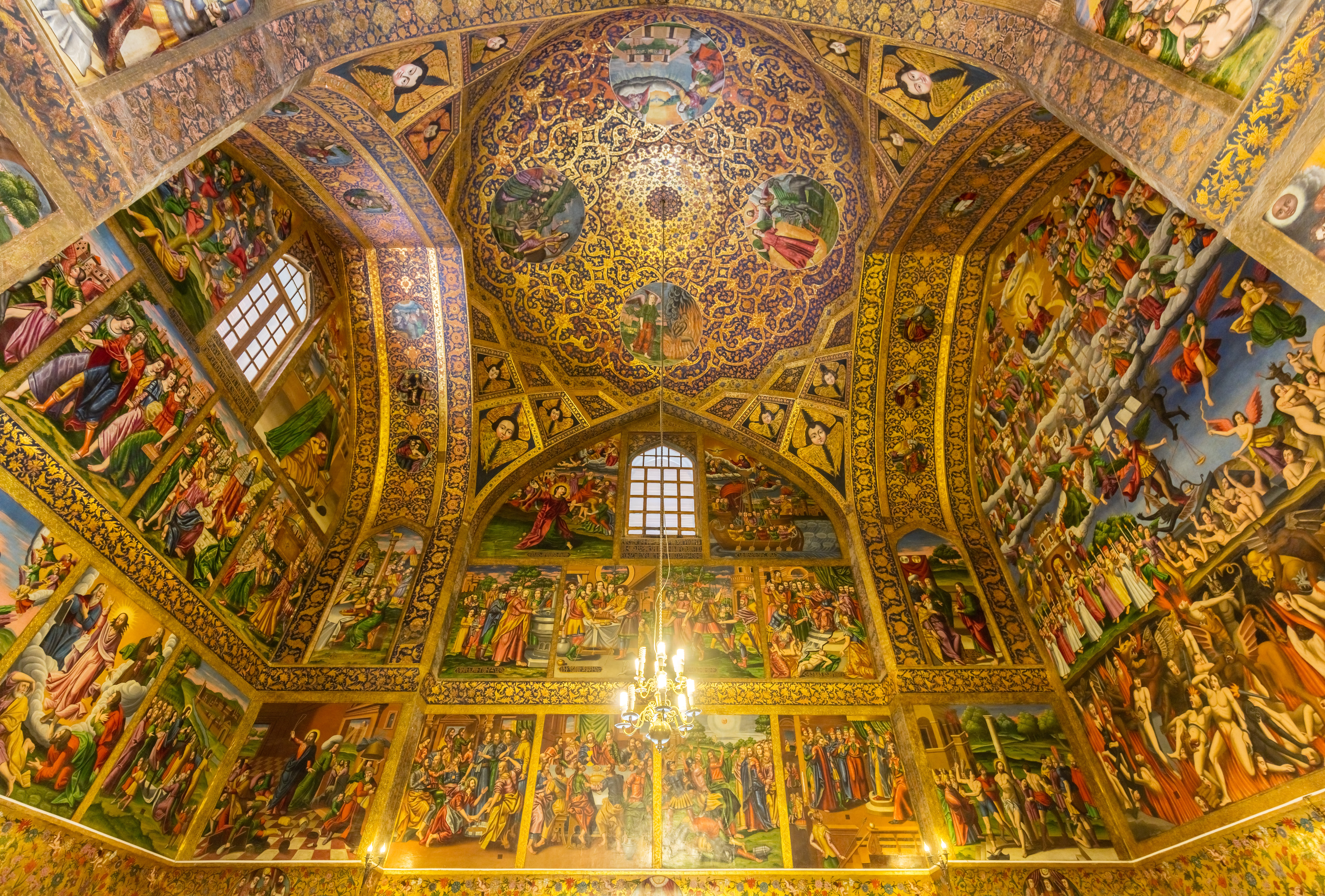
Фрески в інтер'єрі храму.
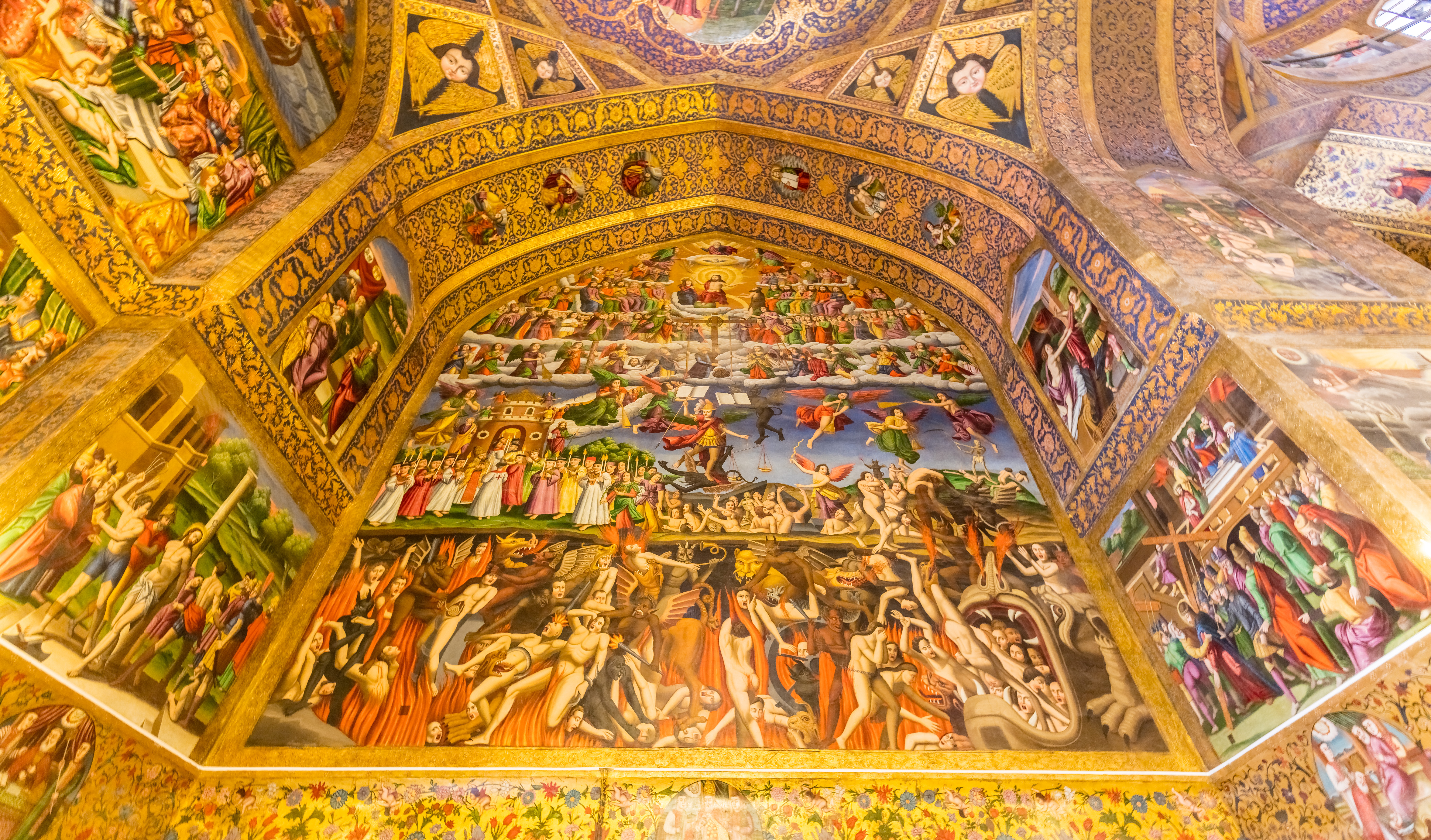
Фреска «Рай і Пекло».
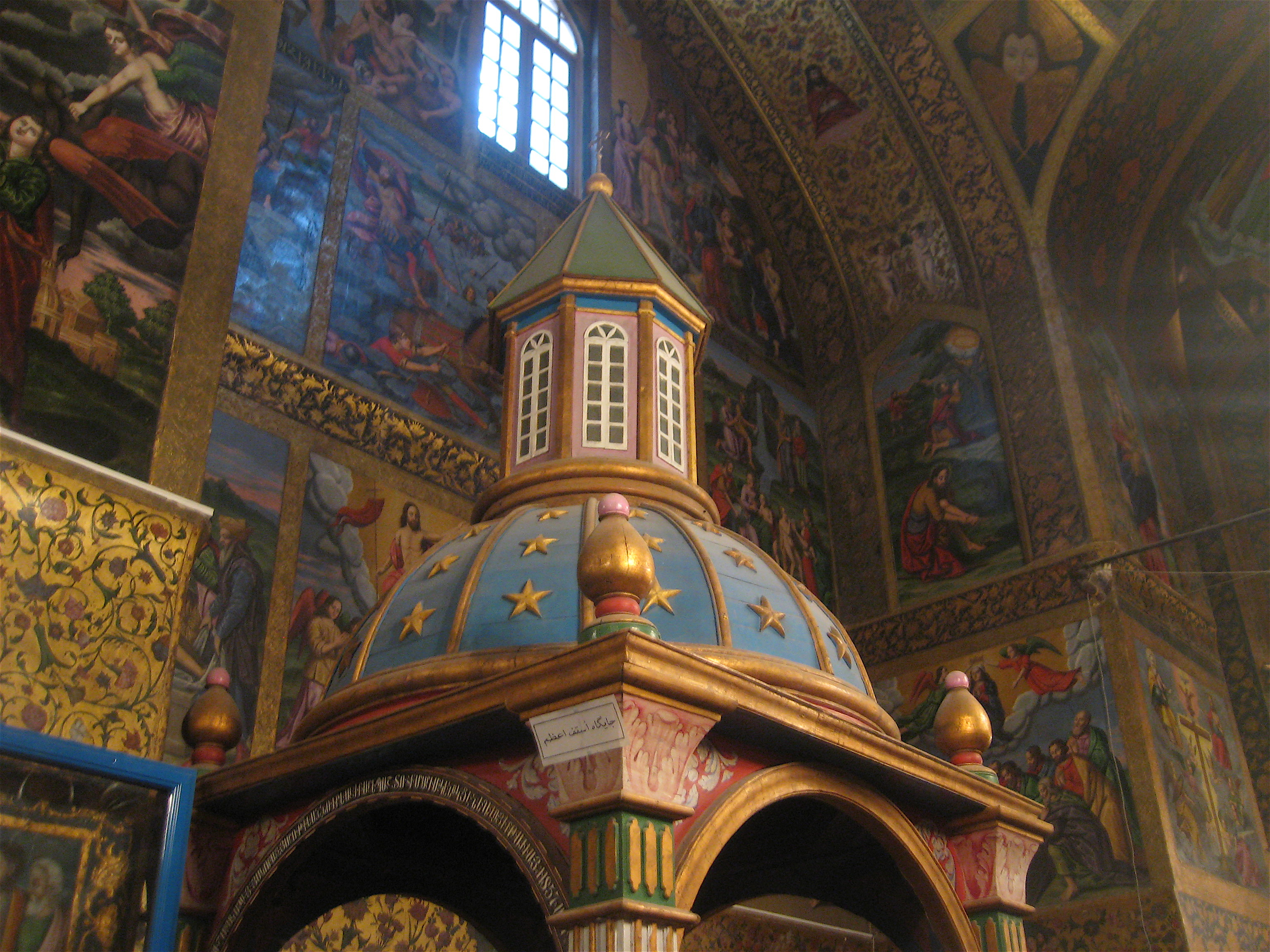
Інтер'єр храму.
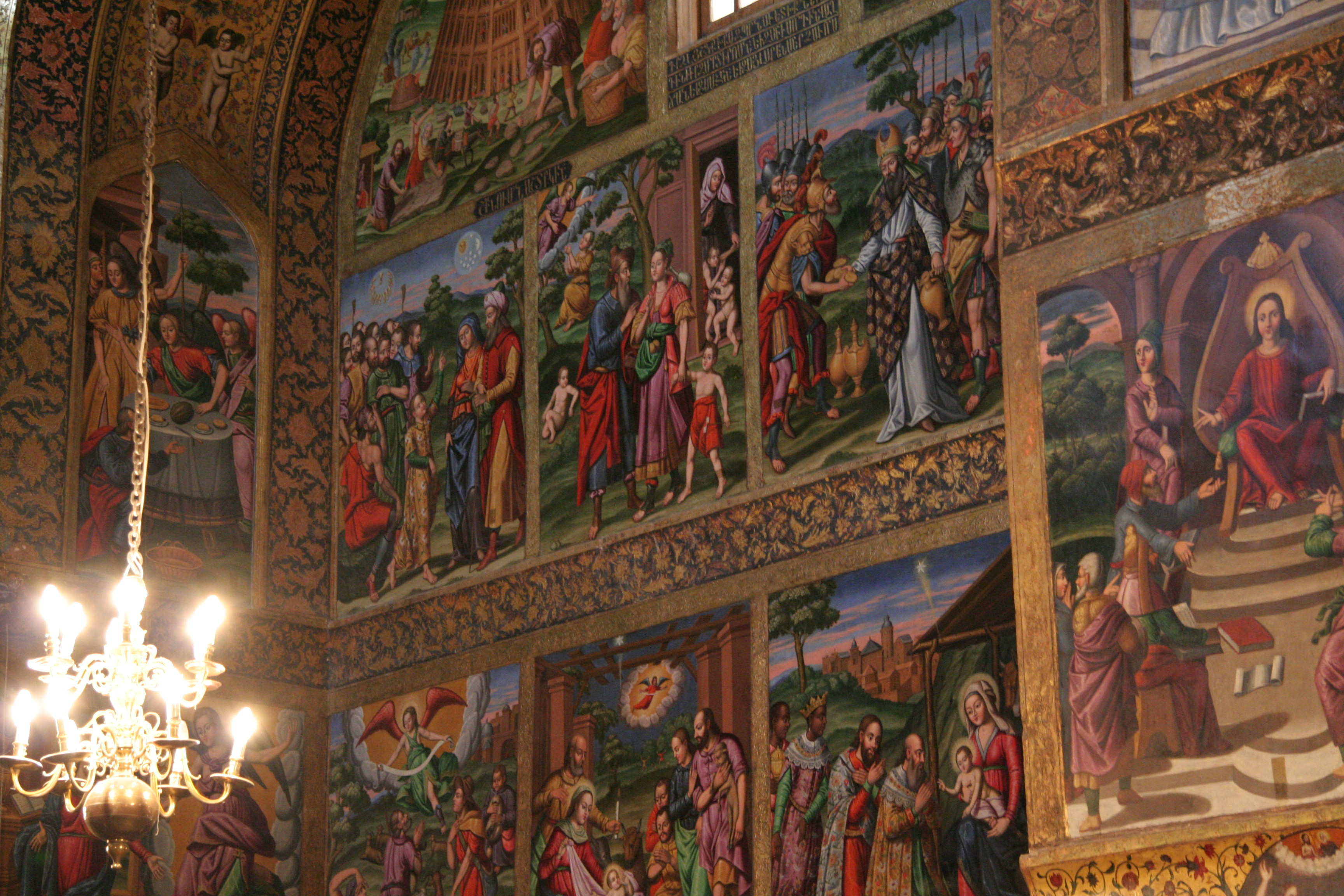
Інтер'єр храму.
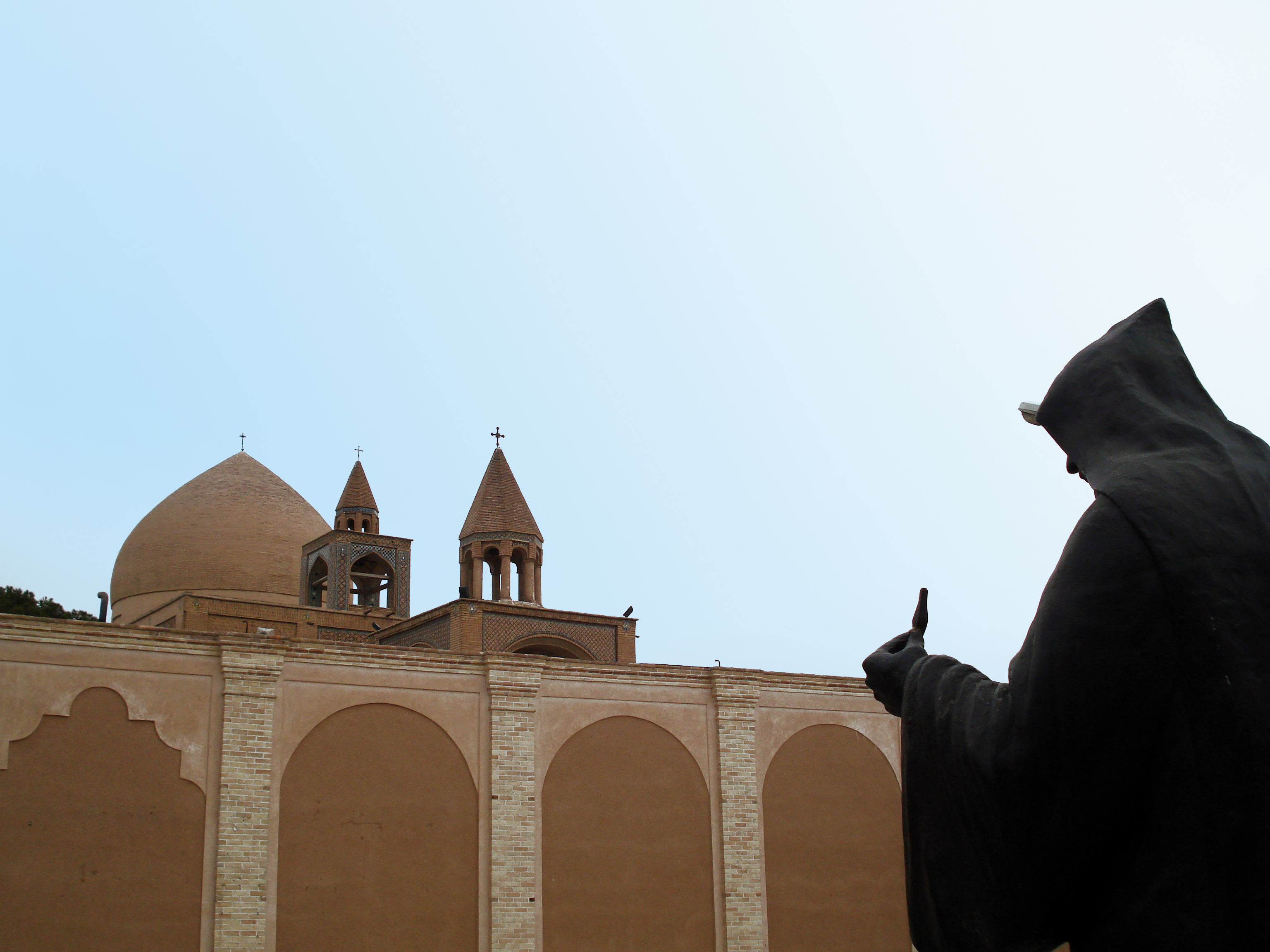
Собор
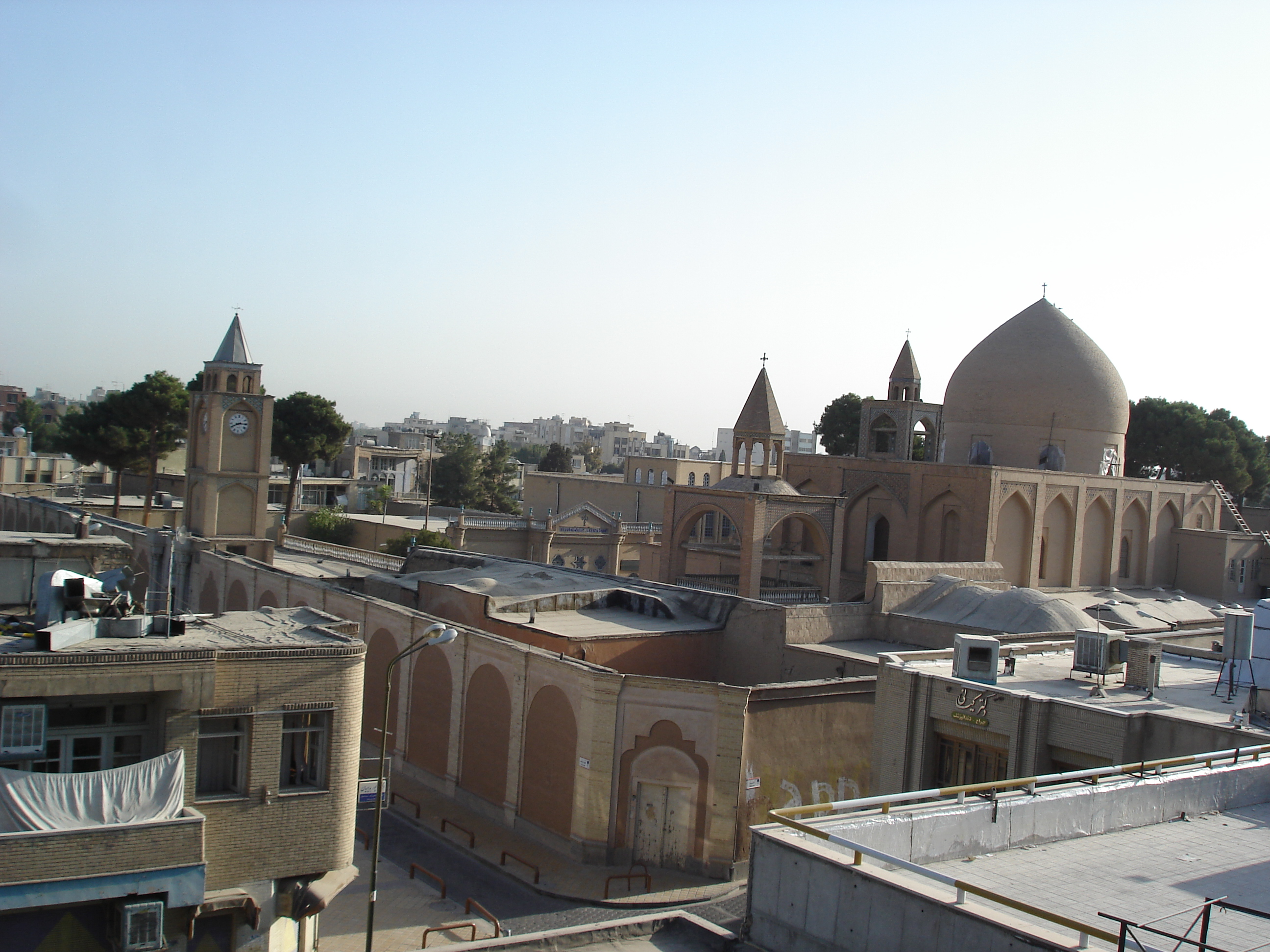
Вид на околиці навколо собору, 2008.